# Golful Persic

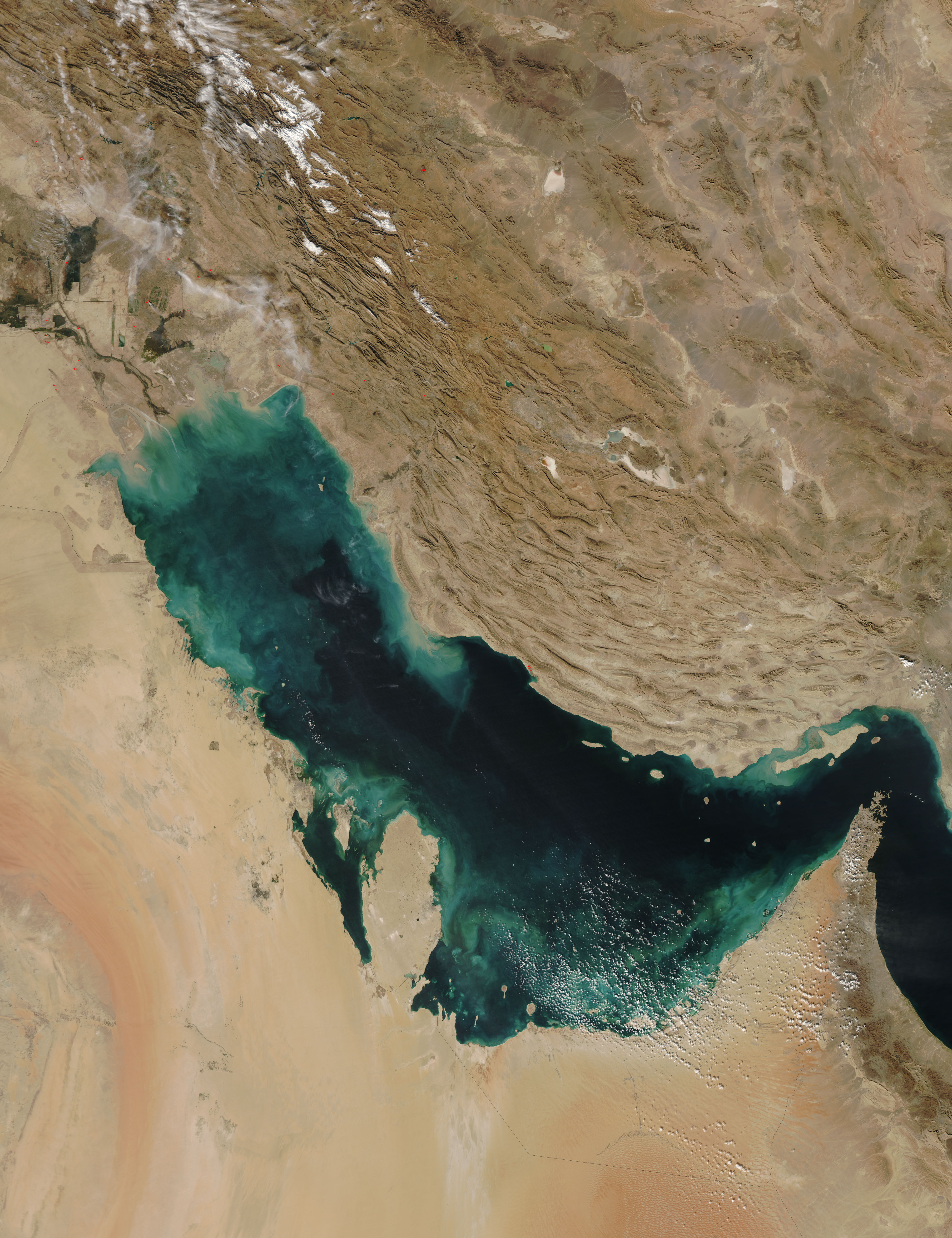
Vedere din satelit a Golfului Persic

Golful Persic (în persană: خليج فارس, khalīj-e-fārs; în arabă: الخليج الفارسي, al-khalīj al-farsi) este numele unei întinderi de apă navigabilă importantă din Asia de Vest și Orientul Mijlociu, care este situată în prelungirea Mării Oman, între Iran și Peninsula Arabică.

## Suprafață
Golful Persic are o suprafață de 237.473 kilometri pătrați, cu o lungime de aproximativ 900 de kilometri și o lățime medie de 250 de kilometri, și este al treilea cel mai mare golf din lume, după Golful Mexic și Golful Hudson. Golful Persic ajunge la est, prin Strâmtoarea Hormuz și Marea Oman, până la Oceanul Indian și Marea Arabă, și în vest ajunge la delta râului Arvand, născut din râurile Tigris și Eufrat, în care se varsă râul Karun.
Opt țări sunt situate în jurul Golfului Persic. Iranul, Omanul, Irakul, Arabia Saudită, Kuweit, Emiratele Arabe Unite, Qatar și Bahrain au deschidere la Golful Persic. Cu toate acestea, țărmurile nordice ale Golfului Persic sunt în întregime parte din geografia politică a Iranului. Datorită bogatelor resurse de petrol și gaz din Golful Persic și de pe țărmurile sale, această cale navigabilă este considerată o zonă importantă și strategică la nivel internațional.
Numele istoric al acestui golf a fost tradus în diferite limbi cu denumirea de Marea Persiei sau Golful Persic. De asemenea, în toate organizațiile internaționale, denumirea oficială a acestui golf este "Golful Persic", dar în ultimele decenii unele țări arabe îl numesc Golful Arab sau pur și simplu, Golful. Organizația Hidrografică Internațională folosește denumirea de Golful Iranului (Golful Persic) pentru acest golf. 
. 

## Importanța Golfului Persic
Golful Persic este de fapt axa de comunicare între Europa, Africa, și Asia de Sud și Sud-Est. Din punct de vedere strategic pentru Orientul Mijlociu, Golful Persic este cel mai mare și mai important centru de comunicare între cele trei continente, și face parte dintr-un sistem de comunicare care include Oceanul Atlantic, Marea Mediterană, Marea Roșie și Oceanul Indian. Din acest motiv, a fost mult timp considerat de puterile mondiale, precum și de comercianții și comercianții din întreaga lume. Din același motiv, acesta a fost luat în considerare de mult timp de către puterile mondiale, precum și de către comercianții și oamenii de afaceri din întreaga lume. De asemenea, această regiune este o sursă importantă de energie pentru lume. Cu alte cuvinte, din punct de vedere al geografiei politice, al strategiei, energiei, istoriei și civilizației, Golful Persic este o întindere de apă importantă și o zonă sensibilă a lumii."

### Importanța economică
Cel mai mare factor în ceea ce privește importanța Golfului Persic este existența zăcămintelor, onshore și offshore, bogate în petrol și gaze, care au făcut ca această zonă să fie denumită „Rezervorul mondial de petrol”. Golful Persic este o rută de tranzit pentru petrolul din Iran, Irak, Kuweit, Arabia Saudită și Emiratele Arabe Unite, ceea ce îl face să fie o regiune importantă și strategică. Aproximativ 30% din petrolul lumii provine din regiunea Golfului Persic, acest procent cunoscând uneori creșteri și alteori descreșteri. Petrolul produs în Golful Persic trebuie transportat în alte părți ale lumii pe această cale navigabilă, și prin strâmtoarea Hormuz. În ceea ce privește rezervele de petrol, Golful Persic are multe avantaje față de alte părți ale lumii, cum ar fi ușurința cu care se poate face extracția, costurile scăzute de producție, capacitatea în exces de producție, calitatea înaltă a țițeiului din regiune, ușurința cu care se poate realiza transportul, capacitatea ridicată de producție a puțurilor și posibilitatea descoperirii de noi noi rezerve de petrol în zonă. Conform ultimelor estimări, zona Golfului Persic are rezerve dovedite de petrol de aproximativ 730 de miliarde de barili, și peste 70 de trilioane de metri cubi de gaze naturale. Există, de asemenea, porturi importante la Golful Persic, printre care pot fi enumerate Bandar Abbas, Bushehr, Bandar Lengeh, Kish, Khorramshahr și portul Mahshahr din Iran, precum și Sharjah, Dubai și Abu Dhabi în Emiratele Arabe Unite, și porturile Basra și Faw din Irak.

## Numele Golfului Persic

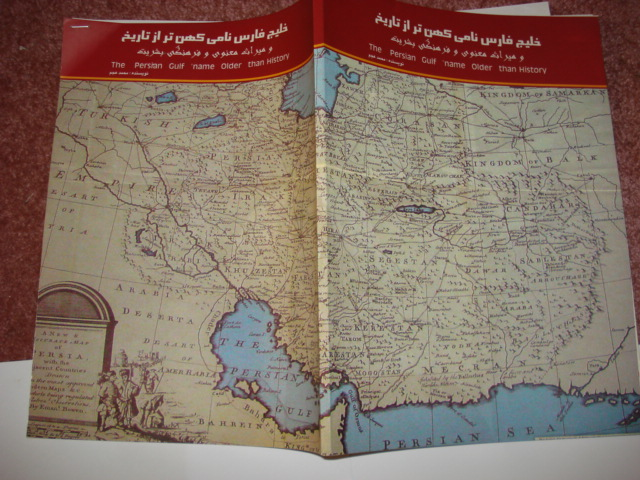
Numele Golfului Persic

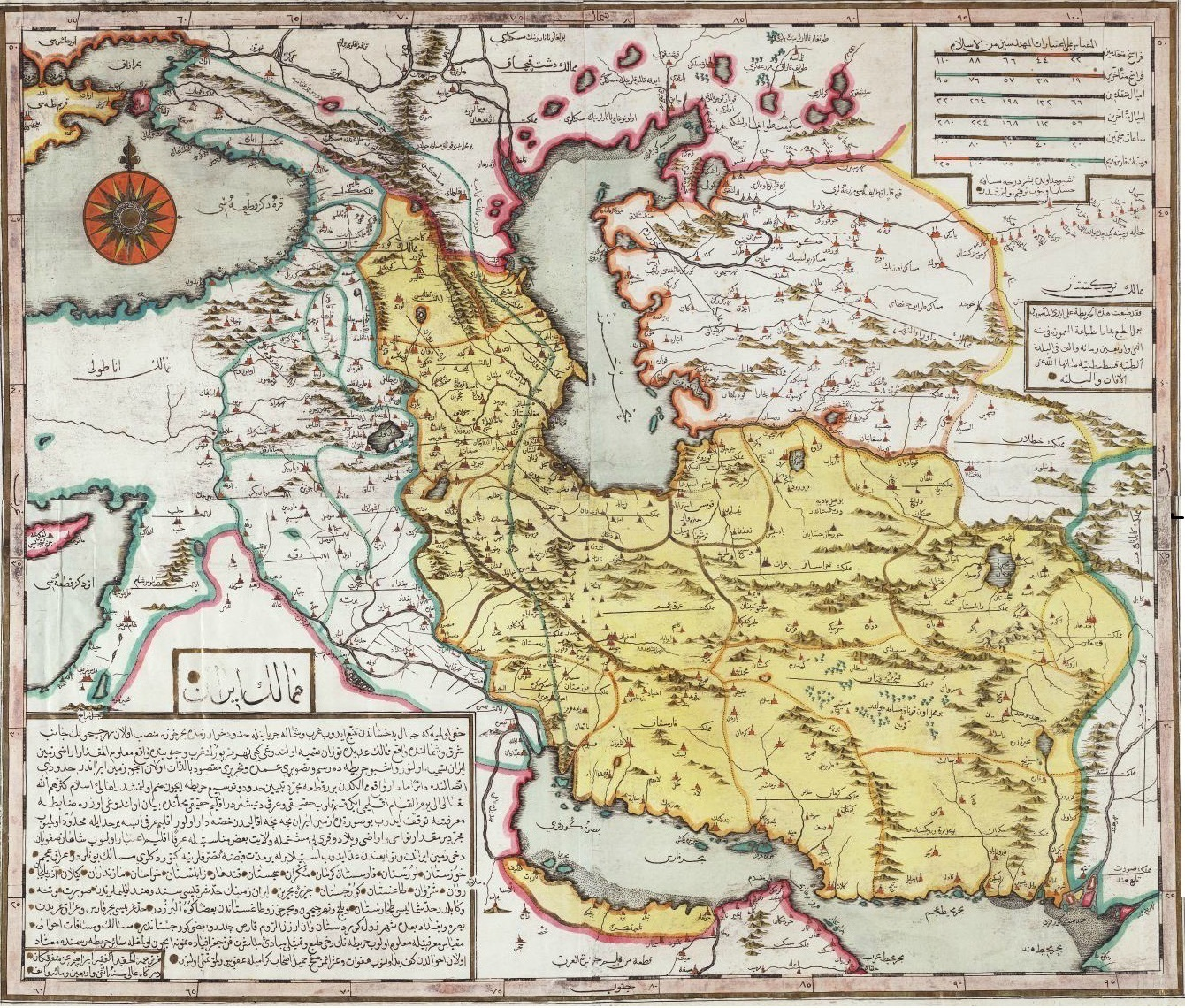
Numele Golfului Persic (hartă otomană)

Conform cărții Documents on the Persian Gulf's name (pp 25–35), „Denumirea Golful Persic și sinonimele sale în alte limbi, este cel mai original nume, rămas din cele mai vechi surse, această denumire fiind folosită în mod continuu în toate limbile și în literatura mondială încă din secolele precreștine, și păstrîndu-și sensul de part, persan, iranian și în alte limbi”. Deși această cale navigabilă a fost numită Golful Persic și Marea Persiei în toate textele arabe istorice și geografice, această denumire a fost contestată de către naționaliștii arabi încă din anii 1950. Țările arabe folosesc numele fals de Golful Arab încă din anii ’60, dezvoltând ideile pan-arabe ale lui Jamal Abdul Nasser. Acest subiect a fost anunțat oficial tuturor țărilor arabe într-o circulară emisă de Liga Arabă. Însă celelalte țări ale lumii și organizații internaționale continuă să folosească oficial denumirea antică de Golful Persic.
În ultimii ani, mulți savanți occidentali, arabi și musulmani au comentat pe baza documentelor în legătură cu vechimea denumirii Golfului Persic sau motivul denaturării numelui Golfului Persic. O antologie a acestor opinii se regăsește în cartea intitulată „Documente privind numele Golfului Persic, o moștenire veche și eternă” scrisă de Mohammad Ajam și publicată pe site-ul Centrului de Studii al Golfului Persic și al Mării Persiei.
Înainte de anii 1960, toate țările arabe foloseau termenul „Golful Persic” în corespondența lor oficială.
Cu toate acestea, în ultimii ani, și mai ales din anii '60, denaturarea numelui Golfului Persic a apărut și în corespondența oficială și în unele publicații și fundații mass-media arabe.
Până în prezent, au fost publicate mai multe atlase care conțin nume și hărți antice ale Golfului Persic, ceea ce indică faptul că numele Golfului Persic a fost folosit în toate hărțile antice. Aceste atlase sunt redate in detaliu în cartea intitulată „Documente privind numele Golfului Persic, o moștenire veche și eternă”. Cele mai vechi dintre aceste atlasuri sunt, de exemplu, harta lumii a lui Anaximander (610-546 î.Hr.), geograful grec despre care se vorbește în cartea „Kleinere schriften” (Joachim Lelewel -1836), harta lumii a lui Hecataeus (550-476 î.Hr.), unul dintre cei mai cunoscuți geografi greci, și harta lumii a lui Ptolemeu (90-168 d.Hr.), celebrul astronom și geograf al Alexandriei, și prima persoană care a alcătuit un Atlas care conține 36 de hărți din întreaga lume.